# Diecezja Nakuru
Diecezja Nakuru – diecezja rzymskokatolicka w Kenii. Powstała w 1968.

## Biskupi diecezjalni
- Cleophas Oseso Tuka (od 2023)
- Bp Maurice Muhatia Makumba (2010 - 2022)
- Bp Peter J. Kairo (1997 - 2008)
- Abp Raphael Ndingi Mwana’a Nzeki (1971 – 1996)
- O. Denis Newman, S.P.S. (Administrator 1968 – 1971)